# Macerata
 Macerata är en stad och en kommun i Italien. Staden är huvudort i provinsen Macerata och ligger i regionen Marche. Kommunen hade 41 514 invånare (2018) och gränsar till kommunerna Appignano, Corridonia, Montecassiano, Montelupone, Morrovalle, Pollenza, Recanati, Tolentino och Treia.